# Erich Brock
Erich Brock, auch Erich Brock-Sulzer (* 30. August 1889 in London; † 28. Januar 1976, anderes Datum 27. Januar 1976 in Zürich), war ein deutsch-schweizerischer Philosoph und Hochschullehrer.

## Leben

### Familie
Erich Brock war der Sohn des sechs Monate vorher verstorbenen deutschen Zoologen Johannes Georg Brock. Seine Mutter heiratete später einen Schweizer und Erich Brock verbrachte seine Jugend hauptsächlich in Berlin, reist jedoch häufig in die Schweiz.
Er war ab 1913 in erster Ehe mit der Pianistin Eugenie Fischel (1887–1978) verheiratet; die Ehe wurde 1925 geschieden. In zweiter Ehe war er ab 1931 mit der Lehrerin Elisabeth (geb. Sulzer) verheiratet.
1935 erfolgte seine Einbürgerung in der Schweiz. Als Erich Brock starb, war er in der Oetlisbergstrasse 48 in Zürich wohnhaft.

### Werdegang
Erich Brock studierte an verschiedenen Fakultäten und Universitäten, anfangs Medizin, bevor er sich vorübergehend den orientalischen Sprachen widmete, bis er sich schliesslich für Philosophie und Romanistik, besonders die französische Sprache und Kultur entschied. Ohne einen akademischen Abschluss begann er nach dem Ersten Weltkrieg mit einer publizistischen Tätigkeit, deren Schwerpunkt anfangs in der politischen Journalistik lag.
Er liess sich 1925 in der Schweiz, die er bereits in seiner Jugend kennengelernt hatte, nieder.
Ab Anfang der 1940er Jahre studierte er unter anderem bei Eberhard Grisebach an der Universität Zürich und promovierte 1945 mit seiner Dissertation Das Weltbild Ernst Jüngers: Darstellung und Deutung zum Dr. phil.
1951 wurde er mit seiner unveröffentlichten Habilitation Die vorsokratischen Philosophen Privatdozent an der Universität Zürich, bevor er dort im März 1963 zum Titularprofessor für Philosophie berufen wurde. Neben seinen Vorlesungen und Übungen an der Universität unterrichtete er Philosophie an der Töchterschule (heute Kantonsschule Hohe Promenade) und an der Volkshochschule.

### Schriftstellerisches Wirken
Erich Brock schrieb neben philosophischen und religionsphilosophischen Abhandlungen auch literarische Werke und gab Werke französischer Moralisten heraus. Er beschäftigte sich in verschiedenen Tages- und Wochenzeitungen besonders mit europäischen Nationalitäten- und Regionalismus-Problemen, die durch die Grenzziehungen der Friedensschlüsse von Versailles und Saint-Germain entstanden waren. Im Laufe der Zeit entwickelten sich die philosophischen und kulturbezogenen Themen zu einem neuen Schwerpunkt.
Er veröffentlichte unter anderem in den Schweizer Studia philosophica, in Der Bund, den Neuen Zürcher Nachrichten und in der Zeitung Die Tat. Bis zu seinem Tod arbeitete er an der Religionsphilosophie; in seinem unveröffentlichten Nachlass befinden sich weitere, nicht publizierte Manuskripte.

## Mitgliedschaften
- Erich Brock war Mitglied des Deutschschweizerischen Sprachvereins[3].

## Schriften (Auswahl)
- Der Mann in der grauen Joppe. K. Goldmann, Berlin 1933.
- Ernst Jünger und die Problematik der Gegenwart. B. Schwabe,  Basel 1943.
- Das Weltbild Ernst Jüngers: Darstellung und Deutung. M. Niehans, Zürich 1945.
- Der cherubinische Wandersmann. Zürich 1946.
- Französische Moralisten. Scientia-Verlag, Zürich 1946.
- Die vorsokratischen Philosophen. 1951.
- Götter und Titanen. Artemis-Verlag, Zürich 1954.
- Liebe zum Leben, mutiges Denken. Werner Classen, Zürich 1955.
- Befreiung und Erfüllung: Grundlinien der Ethik. Artemis-Verlag, Zürich 1958.
- Blick in den Menschen. Fretz & Wasmuth, Zürich 1958.
- mit Bengt Algot Sørensen, Jacob Steiner, Oskar Seidlin, C. A. Munk Nielsen, Eudo Colecestra Mason: Ein gern vergessenes Buch Thomas Manns. Munksgaard, Kopenhagen 1958.
- Sein, Sinn, Gesetz, Verantwortung. Verlag für Recht und Gesetz, Basel 1962.
- Die Grundlagen des Christentums. 1970.[4]
- Sätze und Gegensätze. Werner Classen, Zürich 1970.
- Paul, ein Märchen. Werner Classen,  Zürich / Stuttgart 1973.
- Des Lebens Linien. Werner Classen, Zürich 1975.
- Naturphilosophie. Francke, Bern 1985.
- mit Ernst Oldemeyer: Religionsphilosophie. Francke, Bern 1990.

### Aufsätze und Abhandlungen (Auswahl)
- Französischer Kulturimperialismus. In: Schweizerische Monatshefte für Kunst und Kultur, Band 1, Heft 8. 1921–1922. doi:10.5169/seals-154025#363, S. 357–368.
- Otto Brauns nachgelassene Schriften. In: Schweizerische Monatshefte für Kunst und Kultur, Band 2, Heft 2. 1922–1923. doi:10.5169/seals-154662#93, S. 89–93.
- Friedrich Hölderlin (gestorben 7. Juni 1843). In: Schweizerische Monatshefte für Kunst und Kultur, Band 3, Heft 3. 1923–1924. doi:10.5169/seals-155046#148, S. 142–145.
- Emil Brunner. In: Schweizerische Monatshefte für Kunst und Kultur, Band 4, Heft 11. 1924–1925. S. 677–691.
- Thomas Manns "Zauberberg". In: Schweizerische Monatshefte für Kunst und Kultur, Band 5, Heft 3. 1925–1926. S. 167–175.
- Thomas Manns "Zauberberg" (Schluss). In: Schweizerische Monatshefte für Kunst und Kultur, Band 5, Heft 4. 1925–1926. S. 227–233.
- Thomas Manns Bemühungen. In: Schweizerische Monatshefte für Kunst und Kultur, Band 6, Heft 1. 1926–1927. doi:10.5169/seals-156098#46, S. 38–43.
- Gedanken in Wettingen. In: Schweizerische Monatshefte für Kunst und Kultur, Band 6, Heft 12. 1926–1927. doi:10.5169/seals-156098#51, S. 717–719.
- Das schöne St. Gallen. In: Der Bund vom 1. Februar 1927.
- Rasse, Geist und Weltgeschichte. In: Schweizerische Monatshefte für Kunst und Kultur, Band 7, Heft 7. 1927–1928. S. 374–381.
- Rasse, Geist und Weltgeschichte (2. Weltprobleme). In: Schweizerische Monatshefte für Kunst und Kultur, Band 8, Heft 1. 1928–1929. S. 28–41.
- Wieder vom Krieg. In: Schweizerische Monatshefte für Kunst und Kultur, Band 9, Heft 1. 1929–1930. doi:10.5169/seals-157009#41, S. 35–39.
- Psychoanalyse und Religion. In: Schweizerische Monatshefte für Kunst und Kultur, Band 9, Heft 2. 1929–1930. S. 83–91.
- Kulturkunde. In: Schweizerische Monatshefte für Kunst und Kultur, Band 9, Heft 5–6. 1929–1930. doi:10.5169/seals-157026#257, S. 251–258.
- Kritische Forderungen des Tages an Thomas Mann. In: Der Kunstwart, 43. Jahrgang, Heft 11. August 1930. S. 316 f.
- Parteien. In: Der Kunstwart, 43. Jahrgang, Heft 12. September 1930. S. 345 f.
- Kleine Reise nach Frankreich. In: Der Kunstwart, 44. Jahrgang, Heft 3. Dezember 1930. S. 161 f.
- Um Europas geistiges Gleichgewicht: vom Verhältnis der welschen und deutschen Schweiz zu ihren kulturellen Mutterländern. In: Schweizerische Monatshefte für Kunst und Kultur, Band 10, Heft 7. 1930–1931. S. 303–312.
- Julien Green. In: Der Kunstwart, 44. Jahrgang, Heft 5. Februar 1931. S. 302 f.
- Friedrich Gundolf über Bismarck. In: Neue Zürcher Nachrichten vom 4. April 1931.
- Gertrud von le Fort. In: Der Kunstwart, 44. Jahrgang, Heft 7. April 1931. S. 436 f.
- Jeanne d'Arc. In: Der Kunstwart, 44. Jahrgang, Heft 8. Mai 1931. S. 500 f.
- Tilman Riemenschneider. In: Der Bund vom 7. Juli 1931.
- Französische Einfühlung in deutsche Gegenwart. In: Der Bund vom 4. November 1931.
- Hans Carossa. In: Neue Zürcher Nachrichten vom 14. November 1931.
- Die Letzte am Schaffot. In: Neue Zürcher Nachrichten vom 9. Dezember 1931.
- Der Begriff des Politischen, eine Auseinandersetzung mit Carl Schmitt. In: Hochland Jg. 29 Heft 11. 1932. S. 394–404.
- Moderne Glasmalerei in der christlichen Kunst. In: Neue Zürcher Nachrichten vom 17. Mai 1932.
- Paul Valéry über Goethe. In: Neue Zürcher Nachrichten vom 14. Juni 1932.
- Deutsche Spätgotik am Oberrhein. In: Der Bund vom 14. August 1932.
- Teresa von Jesu. In: Neue Zürcher Nachrichten vom 7. Oktober 1932.
- Mittelalterliche Mystik in der Schweiz. In: Neue Zürcher Nachrichten vom 17. Oktober 1932.
- Claude Lorrain. In: Der Bund vom 23. November 1932.
- Angelus Silesius auf Englisch. In: Der Bund vom 6. August 1933.
- Der zeitgemäß unzeitgemäße Goethe. In: Neue Schweizer Rundschau, Band 1, Heft 6. 1933–1934. doi:10.5169/seals-758397#380, S. 371–376.
- Was ist deutsch? In: Neue Schweizer Rundschau, Band 1, Heft 9. 1933–1934. doi:10.5169/seals-758416#555, S. 546–557.
- Mittelalterliche Plastik in Basel. In: Neue Zürcher Nachrichten vom 24. März 1934.
- Das Gesicht der deutschen Stämme. In: Neue Zürcher Nachrichten vom 1. Oktober 1934.
- Individualismus als Schicksal. In: Schweizerische Monatshefte für Kunst und Kultur, Band 14, Heft 2. 1934–1935. S. 90–98.
- Die Weltanschauung der "Action française". In: Schweizerische Monatshefte für Kunst und Kultur, Band 14, Heft 8. 1934–1935. doi:10.5169/seals-157866#400, S. 392–397.
- Hegels Philosophie der Kunst. In: Schweizerische Monatshefte für Kunst und Kultur, Band 14, Heft 11. 1934–1935. S. 544–551.
- Sinnsprüche. In: Der Bund vom 27. Januar 1935.
- Richelieu von Heute her. In: Neue Zürcher Nachrichten vom 1. April 1935.
- Die Atmosphäre Frankreichs. In: Der Bund vom 8. Dezember 1935.
- Zur Oxfordbewegung. In: Schweizerische Monatshefte für Kunst und Kultur, Band 15, Heft 8. 1935–1936. doi:10.5169/seals-158041#379, S. 377–389.
- Karl Barth über Calvin. In: Neue Zürcher Nachrichten vom 4. Februar 1936.
- Zur deutschen Kunstausstellung in Bern. In: Neue Zürcher Nachrichten vom 6. März 1936.
- Lovis Corinth in der Basler Kunsthalle. In: Neue Zürcher Nachrichten vom 30. April 1936.
- Paul Valéry über Politik des Geistes. In: Neue Zürcher Nachrichten vom 19. Juni 1936.
- Basler Münsterplastik. In: Neue Zürcher Nachrichten vom 6. Oktober 1936.
- Nietzsches "Ewige Wiederkehr" und der heutige Mensch. In: Schweizerische Monatshefte für Kunst und Kultur, Band 16, Heft 8. 1936–1937. S. 150–156.
- Forschungen an Amphibienkeimen. In: Neue Zürcher Nachrichten vom 19. Juni 1937.
- Der Geist des Pieter Bruegel. In: Der Bund vom 17. Oktober 1937.
- Philosophie, Dichtung und Tragik (Teil I). In: Schweizerische Monatshefte für Kunst und Kultur, Band 17, Heft 6. 1937–1938. S. 239–247.
- Philosophie, Dichtung und Tragik (Teil II). In: Schweizerische Monatshefte für Kunst und Kultur, Band 17, Heft 7. 1937–1938. doi:10.5169/seals-158353#289, S. 280–290.
- Die Aufklärung und ihr Widerspiel. In: Der Bund vom 2. März 1938.
- Der französische Protestantismus in der Geschichte. In: Der Bund vom 2. März 1938.
- Napoleon III. In: Der Bund vom 22. Mai 1938.
- Deutscher Prosastil im Reich und in der Emigration. In: Der Bund vom 24. Juli 1938.
- Hans von Berlepsch-Valendas (1890–1938). In: Schweizerische Monatshefte für Kunst und Kultur, Band 18, Heft 1. 1938–1939. S. 54–56.
- Alfred Marxer. In: Am häuslichen Herd, Band 42, Heft 8. 1938–1939. S. 176–179.
- Reisenotizen aus Nordfrankreich. In: Der Bund vom 19. Februar 1939.
- Rubens und Jacob Burckhardt. In: Der Bund vom 16. April 1939.
- Literaturwissenschaft der inneren Form. In: Der Bund vom 23. Juli 1939.
- Die Last über diesen Tagen. In: Die Tat vom 6. Dezember 1939.
- Hegels Philosophiegeschichte. In: Der Bund vom 18. Februar 1940.
- Zu Ernst Jüngers Tagebüchern von 1939 und 1940. In: Neue Schweizer Rundschau, Band 9, Heft 12. 1941–1942. doi:10.5169/seals-759635#792, S. 777–784.
- Chardin. In: Der Bund vom 16. Februar 1942.
- Die geistige Aufgabe der Gegenwart und das Christentum. In: Neue Schweizer Rundschau, Band 10, Heft 3. 1942–1943. doi:10.5169/seals-759882#167, S. 158–184.
- Geist, Leben und Gestalt. In: Neue Schweizer Rundschau, Band 10, Heft 7. 1942–1943. doi:10.5169/seals-759900#418, S. 411–427.
- Geist, Leben und Gestalt (Fortsetzung). In: Neue Schweizer Rundschau, Band 10, Heft 8. 1942–1943. doi:10.5169/seals-759908#503, S. 496–510.
- Der Geist des Peter Paul Rubens. In: Schweizerische Monatshefte für Kunst und Kultur, Band 23, Heft 3–4. 1943–1944. S. 173–182.
- Selbstlosigkeit. In: Neue Schweizer Rundschau, Band 11, Heft 9. 1943–1944. doi:10.5169/seals-759477#569, S. 564–574.
- Die Liebe. In: Neue Schweizer Rundschau, Band 11, Heft 12. 1943–1944. doi:10.5169/seals-759489#732, S. 727–745.
- Zeitgenössische Kunst als Entformung. In: Das Werk: Architektur und Kunst, Band 31, Heft 1. 1944. doi:10.5169/seals-24971#46, S. 28–31.
- Zeitgenössische Kunst als Formwerdung. In: Das Werk: Architektur und Kunst, Band 31, Heft 3. 1944. doi:10.5169/seals-24986#100, S. 78–80.
- Intuition und Reflexion in der Entstehung des Kunstwerkes. In: Das Werk: Architektur und Kunst, Band 31, Heft 11. 1944. doi:10.5169/seals-25048#394, S. 340–345.
- Eroberung des Friedens. In: Schweizerische Monatshefte für Kunst und Kultur, Band 24, Heft 2–3. 1944–1945. doi:10.5169/seals-159181#120, S. 111–118.
- Unsterblichkeit? In: Schweizerische Monatshefte für Kunst und Kultur, Band 24, Heft 4. 1944–1945. S. 208–224.
- Wo steht heute die Philosophie? In: Die Tat vom 10. März 1945.
- Das Erlebnis der Linie. In: Das Werk: Architektur und Kunst, Band 32, Heft 10. 1945. S. 318–320.
- Denken und Wirklichkeit. In: Jahrbuch der Schweizerischen Philosophischen Gesellschaft, Band 5. 1945. doi:10.5169/seals-883884#34, S. 26–55.
- Die ökumenische Frage an die Katholische Kirche. In: Neue Schweizer Rundschau, Band 13. 1945–1946. doi:10.5169/seals-759158#147, S. 148–155.
- Katholizismus und Kommunismus. In: Neue Schweizer Rundschau, Band 13. 1945–1946. S. 411–416.
- Martin Luther. In: Die Tat vom 16. Februar 1946.
- Existentialistische Dichtung in Frankreich. In: Die Tat vom 11. Mai 1946.
- Existenzialismus in Frankreich. In: Die Tat vom 5. Oktober 1946.
- Philosophische Besinnung heute. In: Die Tat vom 28. Dezember 1946.
- Zürcher Fasnacht. In: Die Tat vom 14. Februar 1948.
- Umstrittene Naturheilkunde. In: Die Tat vom 18. Februar 1948.
- Walter Muschgs "Tragische Literaturgeschichte". In: Neue Schweizer Rundschau, Band 16, Heft 11. 1948–1949. doi:10.5169/seals-759560#695, S. 688–692.
- Französische Philosophie in Deutschland deutsche Philosophie in Frankreich. In: Die Tat vom 4. Juni 1949.
- Der junge Hegel und der Fall Lukacz. In: Neue Schweizer Rundschau, Band 17, Heft 2. 1949–1950. doi:10.5169/seals-758768#103, S. 98–102.
- Aesthetische Landesplanung. In: Neue Schweizer Rundschau, Band 17, Heft 7. 1949–1950. doi:10.5169/seals-758796#408, S. 403–409.
- Offener Brief an Ernst Jünger anlässlich seines neuen Buchs «Strahlungen». In: Neue Schweizer Rundschau, Band 17, Heft 8. 1949–1950. doi:10.5169/seals-758803#483, S. 478–492.
- Eine Diskussion über Peter Meyers europäische Kunstgeschichte. In: Neue Schweizer Rundschau, Band 17, Heft 10. 1949–1950. doi:10.5169/seals-758811#608, S. 603–618.
- Die Seele der Tiere. In: Neue Zürcher Nachrichten vom 11. August 1950.
- Zur Enzyklika "Humani Generis". In: Neue Schweizer Rundschau, Band 18, Heft 5. 1950–1951. doi:10.5169/seals-758846#266, S. 259–275.
- Aufklärung gegen Apokalyptik. In: Neue Schweizer Rundschau, Band 18, Heft 9. 1950–1951. doi:10.5169/seals-758870#533, S. 526–530.
- "Gott ist tot". In: Neue Schweizer Rundschau, Band 18, Heft 10. 1950–1951. doi:10.5169/seals-758877#619, S. 612–620.
- Über die Rolle der Philosophie im heutigen Geistesleben. In. Studia philosophica, Band 11. 1951. doi:10.5169/seals-883446#38, S. 26–40.
- Zürcher Juni-Festspiele. In: Neue Schweizer Rundschau, Band 19, Heft 3. 1951–1952. doi:10.5169/seals-758646#189, S. 180–182.
- The Boston Heresy Case. Theologische Zeitschrift, Band 8. 1952. S. 49–59.
- Künstler und Kritiker. In: Neue Schweizer Rundschau, Band 20, Heft 3. 1952–1953. doi:10.5169/seals-759346#603, S. 598–610.
- Hegels Briefe. In: Neue Schweizer Rundschau, Band 21. 1953–1954. doi:10.5169/seals-758705#42, S. 39–45.
- Moderne Philosophie und moderne Kunst. In: Neue Schweizer Rundschau, Band 21. 1953–1954. doi:10.5169/seals-758731#361, S. 363–368.
- Klassische Kunst in vier Sprachen. In: Neue Schweizer Rundschau, Band 22, Heft 3. 1954–1955. doi:10.5169/seals-758580#184, S. 179–182.
- Der Dichter als Philosoph. In: Die Tat vom 10. Mai 1955.
- Götterstille und Göttertrauer. In: Die Tat vom 24. November 1955.
- Friedrich von Bodelschwingh. In: Die Tat vom 3. März 1956.
- Aphorismen. In: Die Tat vom 26. Mai 1956.
- Wer regiert Bienenstock und Ameisenhaufen? In: Die Tat vom 12. August 1956.
- "Wunder" der Asketen im Abendland. In: Die Tat vom 2. Dezember 1956.
- Neues Schrifttum über Schiller. In: Die Tat vom 7. November 1959.
- Irrwege des Darwinismus und Irrwege des Antidarwinismus. In: Die Tat vom 17. April 1960.
- Glauben und Unglauben. In: Die Tat vom 27. August 1960.
- Der Schweizer und die deutsche Sprache. In: Sprachspiegel, Band 16, Heft 1. 1960. doi:10.5169/seals-420591#93, S. 1–7.
- Kirche und Sekte. In: Die Tat vom 3. September 1961.
- Sein, Sinn, Gesetz, Verantwortung. In: Studia philosophica, Band 21. 1961. doi:10.5169/seals-883355#13, S. 1–15.
- Museumsexistenz heute. In: Die Tat vom 17. Februar 1962.
- Jean-Jacques Rousseaus geistesgeschichtliche Bedeutung. In: Die Tat vom 23. Juni 1962.
- Der Aufruhr in den Cevennen. In: Die Tat vom 30. September 1962.
- Die Philosophie der Pythagoräer. In: Studia philosophica, Band 23. 1963. doi:10.5169/seals-883349#41, S. 29–50.
- Jesus und die Ehebrecherin. In: Die Tat vom 24. April 1964.
- 1914 - und was daraus folgte. In: Die Tat vom 2. August 1964.
- Die Sprache der Wissenschaft. In: Die Tat vom 23. April 1965.
- Zur klassischen Baukunst Frankreichs. In: Die Tat vom 27. August 1965.
- J. A. Welti gestorben. In: Die Tat vom 8. Dezember 1965.
- Marcus Aurelius. In: Studia philosophica, Band 26. 1966. doi:10.5169/seals-883291#73, S. 61–91.
- Die Juden. In: Die Tat vom 27. Oktober 1967.
- Droht ein schweizerischer Dutschkismus? In: Die Tat vom 3. April 1968.
- Nach einem halben Jahrhundert. In: Schweizerische Monatshefte für Kunst und Kultur, Band 50, Heft 12. 1970–1971. S. 1078–1081.
- Das Schicksal der deutschen Sprache und die deutsche Schweiz. In: Sprachspiegel, Band 28. Heft 1. 1972. doi:10.5169/seals-421044#138, S. 1–7.
- Entwurf zu einer Naturphilosophie. In: Studia philosophica, Band 32. 1972. doi:10.5169/seals-883247#68, S. 56–72.
- Versuch über das Schöne. In: Studia philosophica, Band 35. 1975. doi:10.5169/seals-883220#15, S. 3–31.